# Deskati
Deskati (griechisch Δεσκάτη) ist eine Gemeinde im Süden der griechischen Region Westmakedonien. Verwaltungssitz der Gemeinde ist die gleichnamige Kleinstadt Deskati.

## Lage
Die Gemeinde Diskati ist im Süden Westmakedoniens gelegen. Während das Gemeindegebiet im Westen durch Ausläufer der Chasia-Berge leicht hügelig ist und in der Mitte durch Flachland des Aliakmonas geprägt ist, erreicht es im Osten mit den Kamvounia-Bergen über 1600 Meter Höhe und steigt im Norden mit dem Bergzug des Vourinos (Βούρινος Όρος Vóurinos Óros) nochmals auf über 1200 Meter über dem Meer an. Der Aliakmonas begrenzt sowohl im Nordwesten und nach einer Änderung der Fließrichtung auch im Nordosten das Gemeindegebiet. Nachbargemeinden sind im Nordwesten Grevena, im Norden Kozani, im Nordosten Servia-Velvendo, im Osten Elassona und im Süden Kalambaka.

## Verwaltungsgliederung
Die Gemeinde wurde nach der Verwaltungsreform 2010 aus dem Zusammenschluss der ehemaligen Gemeinden Deskati und Chasia gebildet. Verwaltungssitz der Gemeinde ist die Kleinstadt Deskati. Die ehemaligen Gemeinden bilden seither Gemeindebezirke. Die Gemeinde ist weiter in den Stadtbezirk Deskati und 7 Ortsgemeinschaften untergliedert.
| Gemeindebezirk | griechischer Name         | Code   | Fläche (km²) | Einwohner 2011 | Stadtbezirke / Ortsgemeinschaften (Δημοτική / Τοπική Κοινότητα) | Lage |
| -------------- | ------------------------- | ------ | ------------ | -------------- | --------------------------------------------------------------- | ---- |
| Deskati        | Δημοτική Ενότητα Δεσκάτης | 150201 | 269,467      | 4294           | Deskati, Dasochori, Paliouria, Paraskevi                        |      |
| Chasia         | Δημοτική Ενότητα Χασίων   | 150202 | 163,847      | 1558           | Karpero, Katakali, Trikokkia                                    |      |
| Gesamt         | Gesamt                    | 1502   | 433,314      | 5852           |                                                                 |      |